# Dexia interrupta
Dexia interrupta là một loài ruồi trong họ Tachinidae.